# Зеноле-Боско
Зеноле-Боско је насеље у Италији у округу Ређо ди Калабрија, региону Калабрија.
Према процени из 2011. у насељу је живело 364 становника. Насеље се налази на надморској висини од 219 м.